# Dihydrofolate réductase
La dihydrofolate réductase ou DHFR est une oxydoréductase qui catalyse la réaction :
5,6,7,8-tétrahydrofolate + NADP+  {\displaystyle \rightleftharpoons }  7,8-dihydrofolate + NADPH + H+.
Le tétrahydrofolate produit est le précurseur d'un ensemble de cofacteurs foliques essentiels aux réactions de transfert à un seul atome de carbone (méthylations, formylations).
Cette voie métabolique est essentielle pour la synthèse de novo des purines ainsi que celle de la thymidine et donc dans la synthèse de l'ADN. La DHFR est la cible d'un certain nombre d'inhibiteurs antimétaboliques, comme le méthotrexate qui est utilisé comme anticancéreux chez l'homme, ou le triméthoprime qui est un antibiotique qui inhibe sélectivement la DHFR des bactéries.